# Vladimir Ivanov (Tennisspieler)
Vladimir Ivanov (* 10. April 1987 in Tallinn, Estnische SSR, Sowjetunion) ist ein estnischer Tennisspieler.

## Karriere
Bei den Junioren spielte Ivanov 2005 als einziges Junior-Grand-Slam-Turnier im Einzel die Australian Open, wo er die zweite Runde erreichte. Platz 164 wurde seine beste Platzierung in der Rangliste.
Ab 2007 nahm er an Turnieren der drittklassigen ITF Future Tour teil. 2011 konnte er dort einen Durchbruch feiern, als er vier Finals erreichte und seinen ersten Titel gewann. Mit zwei weiteren Titeln durchbrach er erstmals die Top 500 er Tennisweltrangliste. In diesem Jahr spielte er auch sein erstes Turnier auf der ATP Challenger Tour, indem er sich in Lermontow als Lucky Loser qualifizierte. In den Jahren bis 2016 gewann er jeweils einen weiteren Future-Titel, 2014 gewann er zwei. Mitte 2015 stieg er auf sein bisheriges Karrierehoch von Rang 310, nachdem er beim Challenger in Tampere das Halbfinale erreichen konnte. Auf dem Weg besiegte er mit Rui Machado und Andreas Beck zwei Spieler der Top 250. Bis dahin und seitdem schaffte er es nie mehr über die erste Runde hinaus. In der Folgezeit bis 2018 rangierte er in der Rangliste meist zwischen Platz 400 und 600, danach eher zwischen 600 und 800. Futures gewann er seit 2016 trotz einiger Finalteilnahmen im Einzel nicht. Im Doppel gewann Ivanov zwischen 2012 und 2019 bei Futures 14 Titel, 2015 und 2018 mit jeweils drei am meisten. Eine Notierung auf Platz 408 Ende 2018 ist dabei sein Bestwert.
Seit 2006 wird er regelmäßig in die estnische Davis-Cup-Mannschaft berufen. In 27 Begegnungen hat er eine Bilanz von 27:13 vorzuweisen. Mit der Mannschaft stieg er 2020 das erste Mal in die World Group auf. Mit 13 Jahren hält er den Rekord für die meisten gespielten Jahre für Estland.